# IC 5073
IC 5073 је спирална галаксија у сазвјежђу Паун која се налази на листи објеката дубоког неба у Индекс каталогу.
Деклинација објекта је - 72° 41' 16" а ректасцензија 21h 3m 19,7s. Привидна величина (магнитуда) објекта IC 5073 износи 14,2 а фотографска магнитуда 14,9. IC 5073 је још познат и под ознакама ESO 47-21, FAIR 579, AM 2059-730, PGC 65992.